# Tang Jiuhong
Tang Jiuhong (Quancim, 14 de fevereiro de 1969) é uma ex-jogadora de badminton chinesa. medalhista olímpica, e ex-número 1 da modalidade.

## Carreira
Tang Jiuhong representou seu país nos Jogos Olímpicos de Verão de 1992 conquistando a medalha de bronze, no individual feminino.